# Jassini
Koordinaten: 4° 40′ S, 39° 12′ O

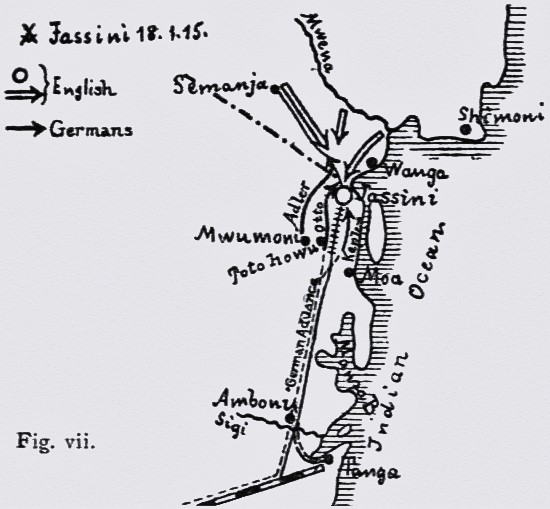
Kartenskizze des Gefechts bei Jassini

Jassini war die deutsche Schreibweise des kleinen, heute tansanischen Ortes Yasini an der tansanisch-kenianischen Grenze. 
Vor dem Ersten Weltkrieg bestand hier ein Grenzposten der Kolonie Deutsch-Ostafrika gegenüber dem benachbarten britischen Gebiet. Im Januar 1915 kam es zu einem verlustreichen Gefecht, bei dem Einheiten der deutschen Schutztruppe das Vordringen indisch-britischer Verbände abwehrten. Das Gefecht war für den weiteren Verlauf der Kämpfe in Ostafrika bedeutsam, da der deutsche Kommandeur Lettow-Vorbeck aus den Verlustzahlen die Folgerung zog, hinfort auf den Einsatz großer Einheiten zu verzichten und zu einer dezentralen Kampfweise („Kleinkrieg“) überzugehen.
Yasini gehört heute zur politischen Gemeinde Mayomboni im Distrikt Mkinga der Tangaregion.
Der Grenzübergang hat seine Bedeutung verloren, da die heutige Küstenstraße von Tanga nach Mombasa weiter im Inland verläuft.